# Pleostigma marchicum
Pleostigma marchicum är en svampart som beskrevs av Kirschst. 1939. Pleostigma marchicum ingår i släktet Pleostigma, ordningen Dothideales, klassen Dothideomycetes, divisionen sporsäcksvampar och riket svampar.   Inga underarter finns listade i Catalogue of Life.